# Жупанчич, Отон

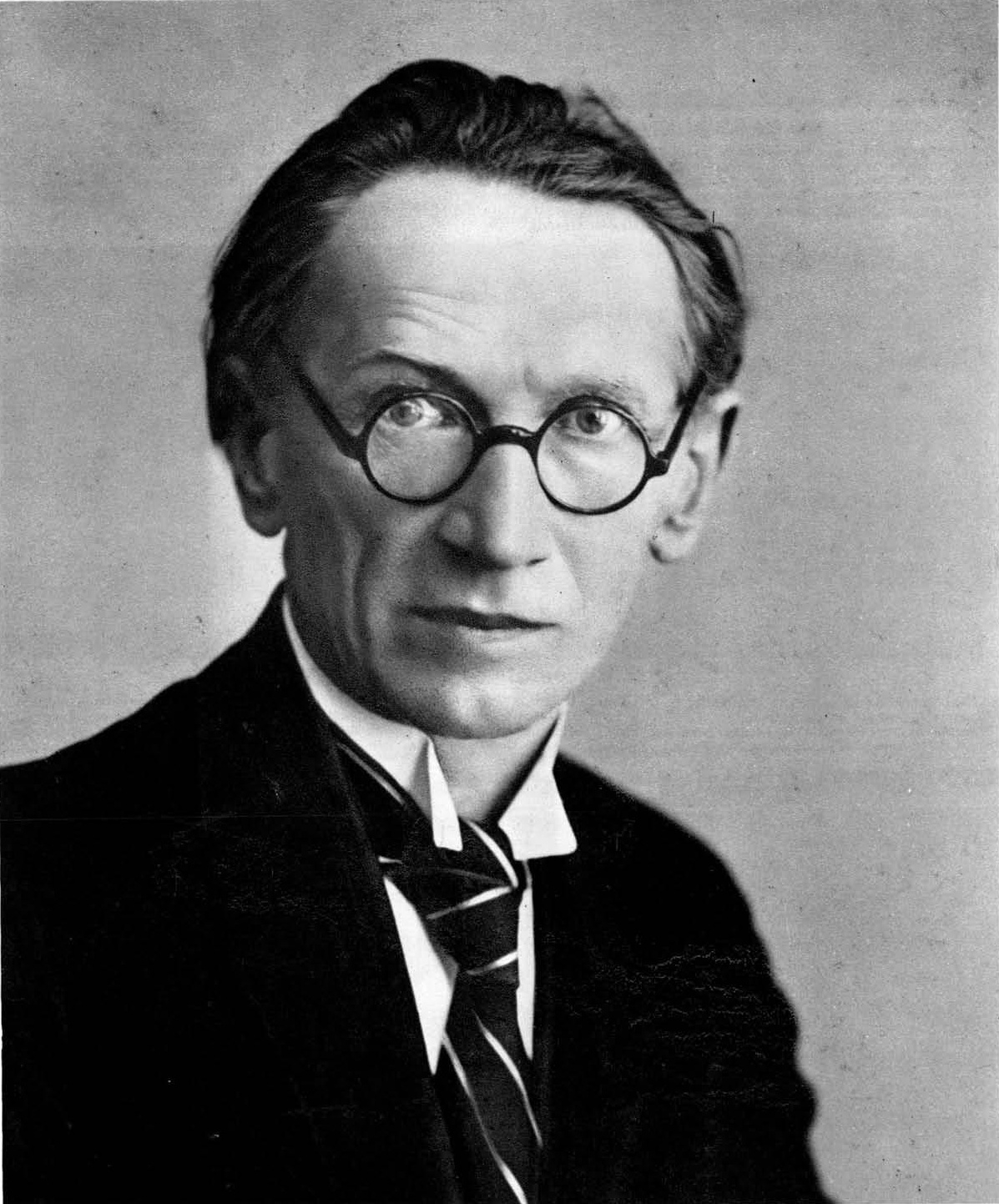
Отон Жупанчич в 1930-х годах

Отон Жупанчич (словен. Oton Župančič, 23 января 1878, Виница, Белая Крайна — 11 июня 1949, Любляна) — словенский поэт, прозаик, драматург, один из лидеров словенского модернизма.

## Биография
Сын богатого торговца, мать — уроженка Хорватии. Учился в Ново-Место и Любляне. Входил в круг словенских модернистов (Иван Цанкар, Йосип Мурн, Драготин Кетте). В 1896—1900 учился в Венском университете, курса не кончил. Познакомился с искусством Венского сецессиона, через студентов из Галиция узнал украинскую народную поэзию, оказавшую на него значительное влияние. Вернувшись в Любляну, преподавал в классической гимназии. В 1905 году посетил Францию и Германию, остался в Германии как частный репетитор до 1910 года. Впоследствии возглавлял Городской архив Любляны, руководил драматическим театром. До Второй мировой войны был скорее приверженцем монархии. В годы оккупации и Второй мировой войны симпатизировал Освободительному фронту, публиковался в подпольной антифашистской прессе под псевдонимами. После войны был отмечен рядом наград со стороны коммунистической власти, получил звание народного поэта.

## Творчество
Ранние стихи Жупанчича, отмеченные языческим чувством жизни, воздействием европейского символизма, а в идейном плане — влиянием Ницше и Бергсона, были отрицательно встречены консервативными кругами словенского общества. Он много переводил — Данте, Кальдерона, Мольера, Вольтера, Гёте, Стендаля, Бальзака, Диккенса, Толстого, А.Франса, Шоу, Честертона, Гамсуна и других. Популярны его книги для детей.

## Произведения

### Поэзия
- Хмельная чаша/ Čaša opojnosti (1899)
- По равнине/ Čez plan (1904)
- Разговоры с самим собой/ Samogovori (1908)
- На заре Видова дня/ V zarje Vidove (1920)
- Барвинок под снегом/ Zimzelen pod snegom (1945)

### Драматургия
- Ночь верных душ/ Noč za verne duše (1904)
- Вероника из Десенице/ Veronika Deseniška (1924)

## Признание
Член Словенской академии наук и искусств (1938). Произведения Жупанчича переведены на многие языки мира, нередко — крупными поэтами: в Венгрии Шандором Вёрешем, в СССР — Леонидом Мартыновым. Выпущена почтовая марка с его портретом (1970). После Прешерна Жупанчич сегодня наиболее популярный поэт Словении.

## Издания на русском языке
- Пробуждение. М.: Гослитиздат, 1961
- Лирика. М.: Художественная литература, 1978